# Igerna elegantula
Igerna elegantula är en insektsart som beskrevs av William Lucas Distant 1917. Igerna elegantula ingår i släktet Igerna och familjen dvärgstritar. Inga underarter finns listade i Catalogue of Life.